# Swerve Strickland
Stephon Strickland (* 30. September 1990 in Tacoma, Washington), besser bekannt unter seinen Ringnamen Swerve Strickland und Isaiah Scott ist ein US-amerikanischer Wrestler, der aktuell bei All Elite Wrestling unter Vertrag steht. Sein bislang größter Erfolg ist der Erhalt der AEW World Championship.

## Wrestling-Karriere

### Training und Free Agent (2008–2019)
Shane Strickland beschloss, als 18-Jähriger, also ein Jahr nach seinem Militärdienst professioneller Wrestler zu werden. Zu dieser Zeit, war er als Spezialist für Signalkommunikation tätig. Eine Position, die er acht Jahre besetzte. Er begann im August 2008 mit dem Training, an der Ground Xero Wrestling Training Academy, während er noch im aktiven Dienst für das Militär war.
Strickland gab sein Combat Zone Wrestling (CZW) Debüt am 4. Februar 2012 in einem Dark Match. Am 10. März 2012 nahm Strickland bei Aerial Assault am Main Event teil, einem von Samuray del Sol gewonnenen Best Of The Best 11 Qualifying Aerial Assault Elimination Match. Am 8. März 2014 besiegte Strickland bei High Stakes, den CZW Wired Champion Devon Moore und gewann zum ersten Mal einen Titel.
Dann begann Strickland eine Fehde mit Joe Gacy. In Dojo Wars 6 verlor Strickland den Titel gegen Gacy. Allerdings gewann Strickland den Titel zwei Wochen später bei Dojo Wars 7 zurück. Im Oktober 2014 nahm Strickland am World Triangle Tournament teil, einem Turnier von Westside Xtreme Wrestling, Combat Zone Wrestling und Big Japan Pro-Wrestling. Nach einer langen Abwesenheit, in der er in Deutschland für WXW rang, trat Strickland 2015 einmalig bei einem Sieg über David Starr auf. Im Juli 2016 besiegte er Gacy, Lio Rush und Davey Richards auf vier Arten und gewann zum ersten Mal die CZW Heavyweight Championship. Er behielt den Titel bis November bei, bevor er gegen Gacy verlor.
Am 5. Mai 2012 gab Strickland sein Debüt für Evolve Wrestling, wo er sich mit Latin Dragon zusammenschloss, um DMC und Nate Carter zu besiegen. Am 4. August 2018 besiegte Strickland Matt Riddle und gewann die Evolve Championship. Bei Evolve 114 verlor er die Meisterschaft an Fabian Aichner. Nachdem Strickland drei Monate lang nicht erschienen war, kehrte er am 15. Februar 2019 zu Evolve bei Evolve 121 zurück, um sich Adam Cole zu stellen, dieses Match verlor er jedoch.
2016 debütierte Strickland in Deutschland, für Westside Xtreme Wrestling und nahm am 16-Karat-Gold-Turnier und später an der World Tag Team League teil, die er zusammen mit David Starr gewann. Sie schlugen viele etablierte Teams wie Angélico und Jack Evans, Timothy Thatcher und Walter, Moustache Mountain Tyler Bate und Trent Seven und The Leaders of the New School Marty Scurll und Zack Sabre Jr.
Strickland gewann die PCW Ultra Light Heavyweight Championship am 26. März 2018. Am 7. Dezember 2018 besiegte Strickland Pentagon Jr., für die PCW Ultra Heavyweight Championship und wurde Doppel-Champion, da er noch die Light Heavyweight Championship hielt. Am 9. März 2019 hielt Strickland bei einem DEFY Wrestling-Event eine Abschiedsrede, in der er darauf hinwies, dass er bald bei einer großen Firma unterschreiben wird.

### WWE (2019–2021)

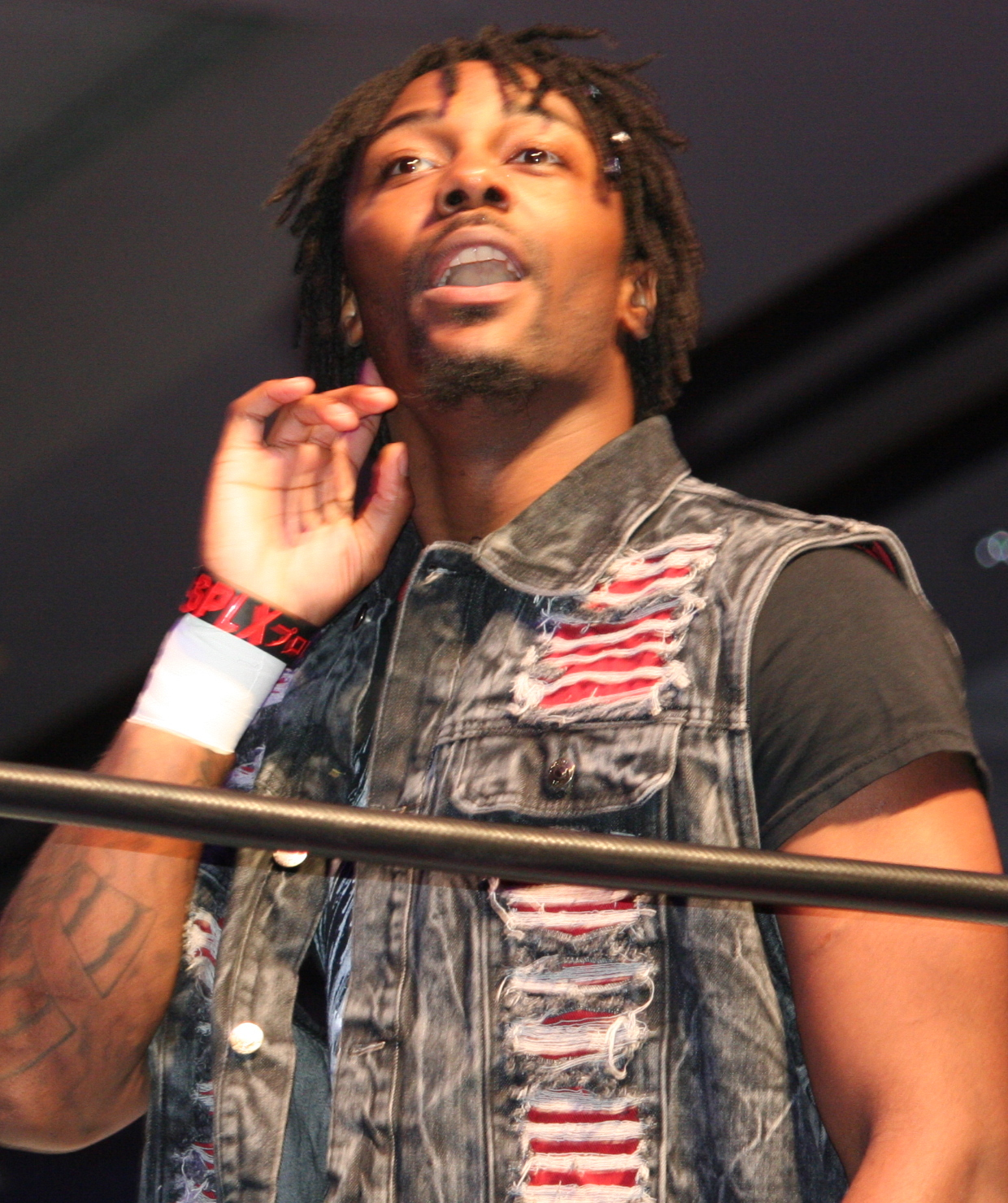
Strickland (2017)

Am 17. April 2019 wurde in den sozialen Medien der WWE bekannt gegeben, dass Strickland einen Vertrag unterschrieben hatte. Er rang sein Debüt-Match gegen Trevor Lee. Kurz nach seinem Debüt wurde sein Ringname zu Isaiah „Swerve“ Scott geändert. Im Juni wurde bekannt gegeben, dass Scott am NXT Breakout Tournament Turnier teil. Scott ringt für 205 Live und NXT. Am 25. Januar 2020, trat er in einem Fatal Four Way Match gegen Travis Banks, Jordan Devlin und Angel Garza, um die NXT Cruiserweight Championship an, den Titel konnte er jedoch nicht gewinnen. Am 4. Mai 2021 gründete er das Stable Hit Row, bestehend aus Ashante Adonis, Top Dolla und B-Fab. Am 29. Juni 2021 gewann er die NXT North American Championship, hierfür besiegte er Bronson Reed.
Am 1. Oktober 2021 wurde das Stable Hit-Row zu SmackDown gedraftet. Seine Regentschaft als North American Champion hielt 105 Tage und verlor den Titel, schlussendlich am 12. Oktober 2021 an Carmelo Hayes. Am 18. November 2021 wurde er von der WWE entlassen.

### All Elite Wrestling (seit 2022)
Strickland gab im Rahmen des PPV's Revolution am 6. März 2022 sein Debüt bei All Elite Wrestling. Strickland machte sein In-Ring-Debüt für AEW am 11. März 2022 bei AEW Rampage, er besiegte Tony Nese. Kurz darauf bildete er mit Keith Lee das Tag Team Swerve in our Glory. Am 13. Juli 2022 gewannen sie bei AEW Dynamite die AEW World Tag Team Championship gegen The Young Bucks. Am 21. September 2022 verloren sie die Titel an The Acclaimed (Max Caster & Anthony Bowens).
Lee und Strickland trennten sich.
In der Dynamite-Ausgabe vom 21. Dezember 2022 gründete Strickland mit Parker Boudreaux, Granden Goetzman (später Trench genannt) und dem Rapper Rick Ross das Stable Mogul Affiliates und turnte Heel. Später fusionierte das Stable mit The Embassy (Brian Cage, Bishop Kaun, Toa Liona) und wurde in Mogul Embassy umbenannt. Im selben Monat begannen Strickland und sein Stable eine längere Fehde mit Sting und Darby Allin, in die etwa auch Orange Cassidy eingebunden wurde. Es folgten mehrere Matches in verschiedenen Besetzungen. Bei All In im August 2023 in London verloren Strickland und Brian Cage gegen Darby Allin und Sting in einem Coffin Match. 
Ab Herbst 2023 wurde Strickland zunehmend Face und zum Maineventer aufgebaut. Er startete er eine größere Fehde gegen Adam Page. Bei Full Gear am 18. November trafen sie in einem Texas Death Match aufeinander, das als außergewöhnlich brutal eingestuft wurde. So so saugte etwa Page Blut von Strickland in seinen Mund und spukte es aus. Strickland gewann das Match, indem er Page mit einer Kette um den Hals an den Ringseilen aufhängte und dieser das Bewusstsein verlor (Storyline). Das Match erhielt eine Fünf-Sterne-Bewertung von Dave Meltzer, die erste in Stricklands Karriere. Im März 2024 bei AEW Revolution traten Strickland, Page und der amtierende Champion Samoa Joe in einem Three Way Match um die AEW World Championship an, das Samoa Joe gewann.
Am 21. April bei Dynasty trat er erneut gegen Samoa Joe an und gewann die AEW World Championship. Er wurde somit der erste afroamerikanische World Champion bei AEW. In der Dynamite-Folge vom 8. Mai wurde Strickland von Brian Cage, Bischof Kaun und Toa Liona angegriffen, was zur Auflösung von Mogul Embassy führte. Strickland verteidigte die World Championship unter anderem gegen Claudio Castagnoli und Christian Cage. Am 30. Juni bei Forbidden Door verteidigte Strickland seinen Titel erfolgreich gegen Will Ospreay, der dadurch seine erste Niederlage als Singles-Wrestler bei AEW erlitt. Bei All In am 25. August 2024 in London verlor er den Titel an Bryan Danielson in einem Title vs. Career Match.
Im Anschluss setzte er seine Fehde gegen Adam Page fort, der versucht hatte, in das World Championship Match bei All In einzugreifen. Es folgte die Ansetzung eines Steel-Cage-Matches zwischen Page und Strickland bei All Out. In der Dynamite-Folge vom 4. September wurde eine Vertragsunterzeichnung für das Cage-Match angesetzt. Während Strickland anwesend war, um den Vertrag zu unterzeichnen, wurde Page auf der Videoleinwand gezeigt. Page war bei einem Haus, in dem Strickland aufgewachsen war und das Strickland erst kürzlich gekauft hatte. Page brannte das Haus nieder, während Strickland entsetzt zusah. Dies veranlasste AEW-Präsident Tony Khan dazu, das Steel-Cage-Match bei All Out in ein Lights-Out-Steel-Cage-Match zu verwandeln. Am 7. September 2024 bei All Out besiegte Page Strickland im Main Event und beendete damit ihre knapp ein Jahr lang andauernde Fehde.

## Titel und Auszeichnungen
- All Elite Wrestling
  - AEW World Championship (1×)

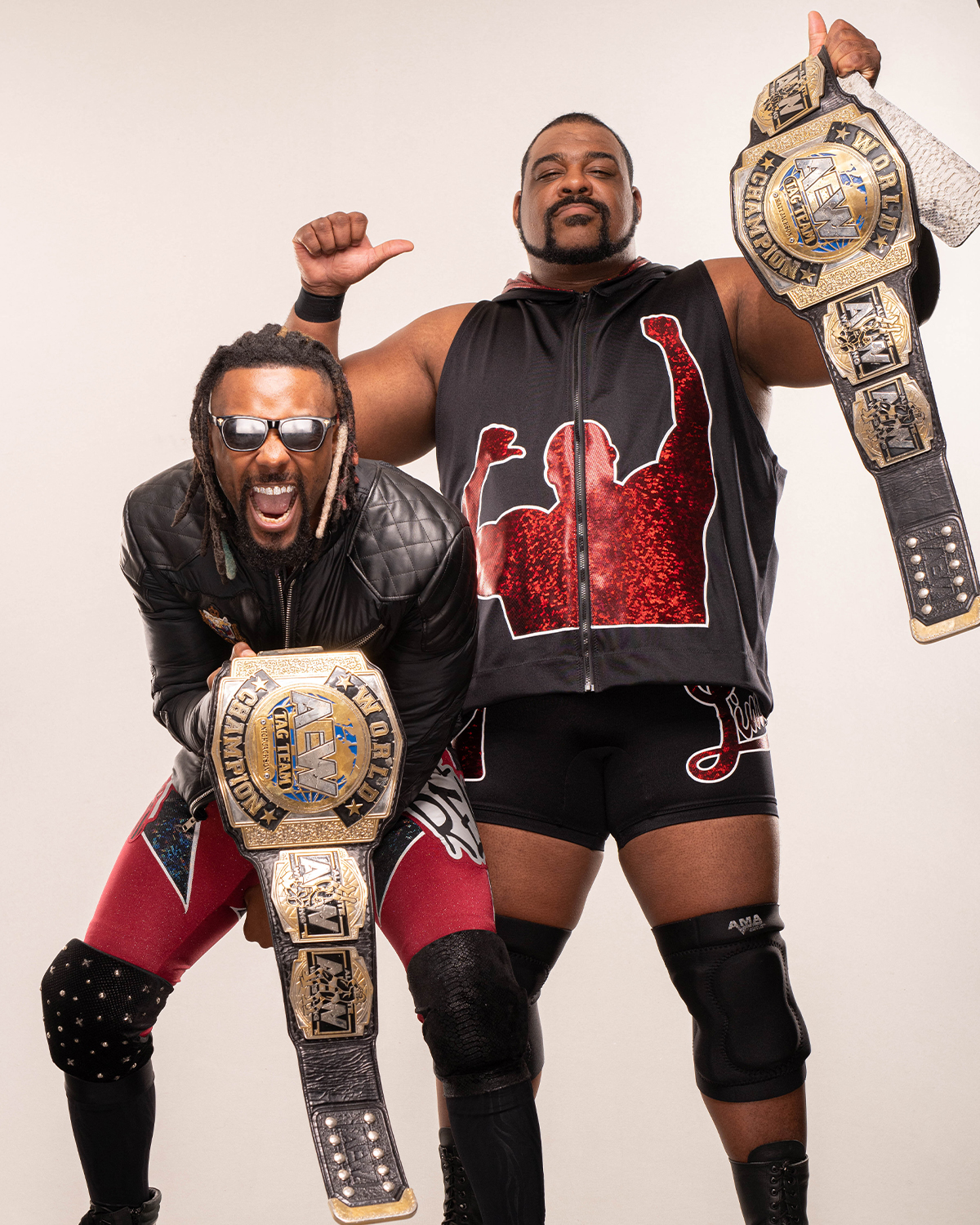
Strickland (links) und Keith Lee als AEW World Tag Team Champions (2022)

  - AEW World Tag Team Championship mit Keith Lee (1×)

- Combat Zone Wrestling
  - CZW World Heavyweight Championship (1×)
  - CZW Wired TV Championship (2×)

- DEFY Wrestling
  - DEFY 8xGP Championship (2×)

- Evolve
  - Evolve Championship (1×)

- Ground Xero Wrestling
  - GXW Respect Championship (1×)

- Lucha Underground
  - Lucha Underground Trios Championship (2×) mit Dante Fox & The Mack und The Mack & Son of Havoc

- Major League Wrestling
  - MLW World Heavyweight Championship (1×)
  - MLW World Heavyweight Title Tournament (2018)

- PCW Ultra
  - PCW Ultra Heavyweight Championship (1×)
  - PCW Ultralight Championship (1×)

- Pro Wrestling 2.0
  - PW 2.0 Heavyweight Championship (1×)

- Vicious Outcast Wrestling
  - VOW Hyper Sonic Championship (1×)

- Westside Xtreme Wrestling
  - wXw World Tag Team Championship (1×) mit David Starr
  - World Tag Team League (2016) mit David Starr

- WrestleCircus
  - WrestleCircus Ringmaster Championship (1×)
  - WrestleCircus Carnival Cash-In (2017)

- WWE
  - NXT North American Championship (1×)

- Pro Wrestling Illustrated
  - Nummer 221 der Top 500 Wrestler in der PWI 500 in 2018